# Mount Pelion West
Mount Pelion West – szczyt w centralnej części Tasmanii, położony na terenie Parku Narodowego Cradle Mountain-Lake St Clair. Trzeci pod względem wysokości szczyt na wyspie, o wysokości 1560 m n.p.m. oraz jeden z ośmiu szczytów, które przekraczają wysokość 1500 m na Tasmanii.
Wiek skał datowany jest na okres jurajski, Mount Pelion West zbudowana jest z diabazu.
Góra po raz pierwszy została zdobyta przez Keitha Ernesta Lancastera w środę, dnia 30 stycznia 1946 roku.

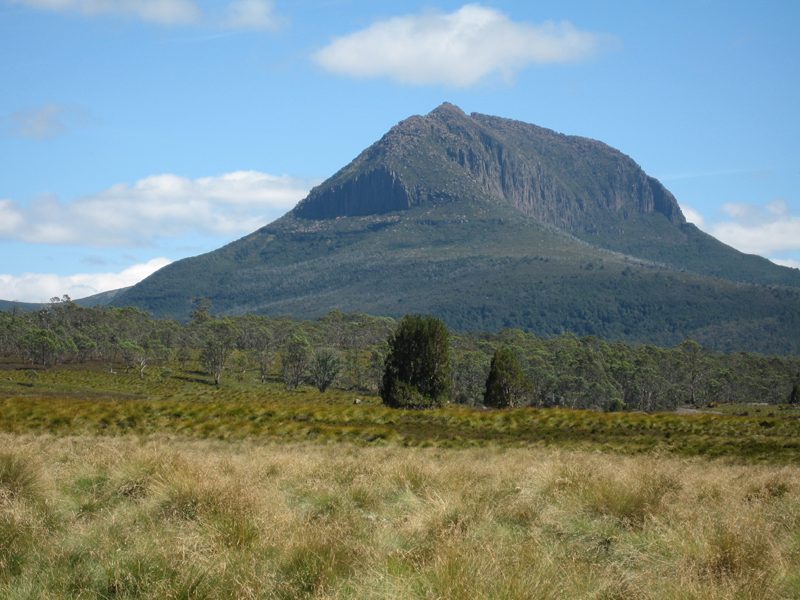
Widok na szczyt z okolic Pelion Hut
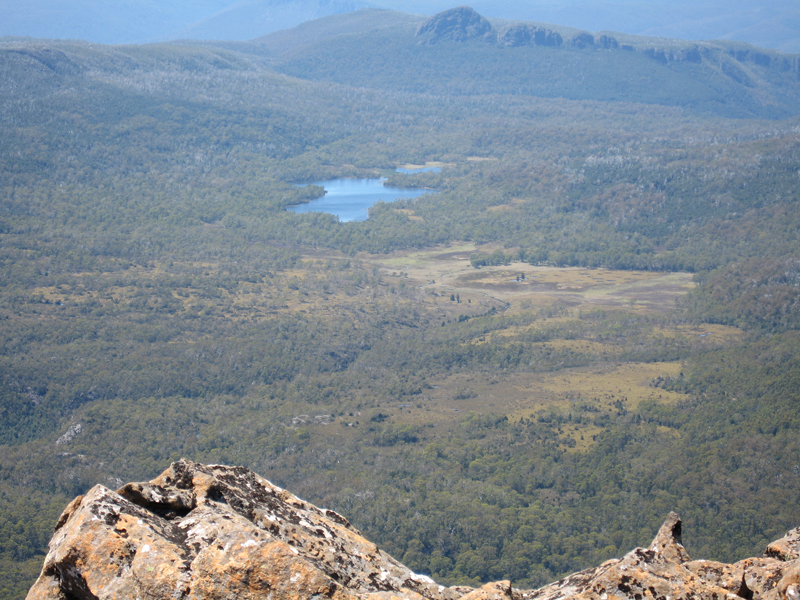
Jezioro Ayr i Mount Pillinger widziane ze szczytu
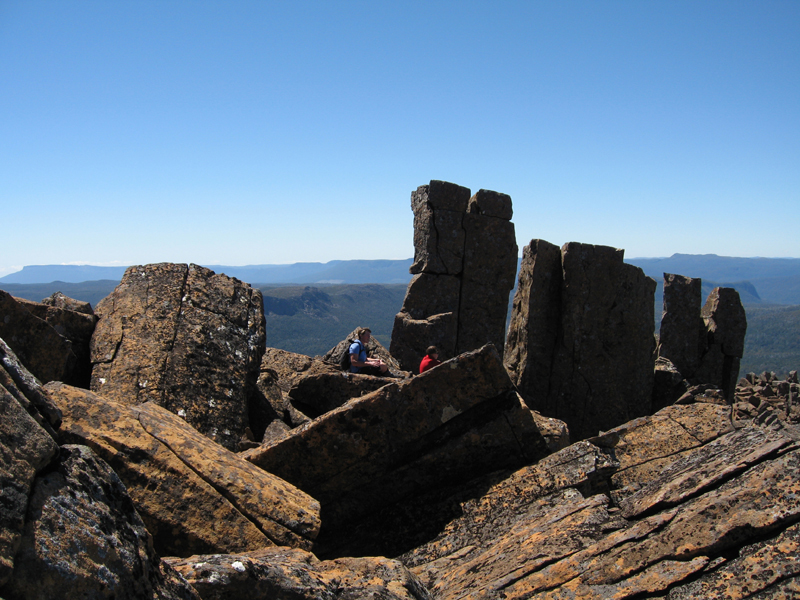
Wierzchołek szczytu